# Palazzo Rucellai
Het Palazzo Rucellai is een 15e-eeuws paleis aan de Via della Vigna Nuova in Florence, door Leon Battista Alberti tussen 1446 en 1451 ontworpen en, althans gedeeltelijk, uitgevoerd door Bernardo Rossellino.
De prachtige voorgevel was een van de eersten voorbeelden van renaissancearchitectuur, met pilasters en entablementen in evenredige verhouding tot elkaar. Het ontwerp is veel verschuldigd aan Alberti's studies van de Romeinse architectuur, met name van het Colosseum.
Het paleis is gebouwd rond een centrale binnenplaats, naar een ontwerp dat werd ontleend aan Brunelleschi's loggia en zijn Ospedale degli Innocenti (Hospitaal van de onschuldigen).

Geveldetails gefotografeerd door Paolo Monti, 1972
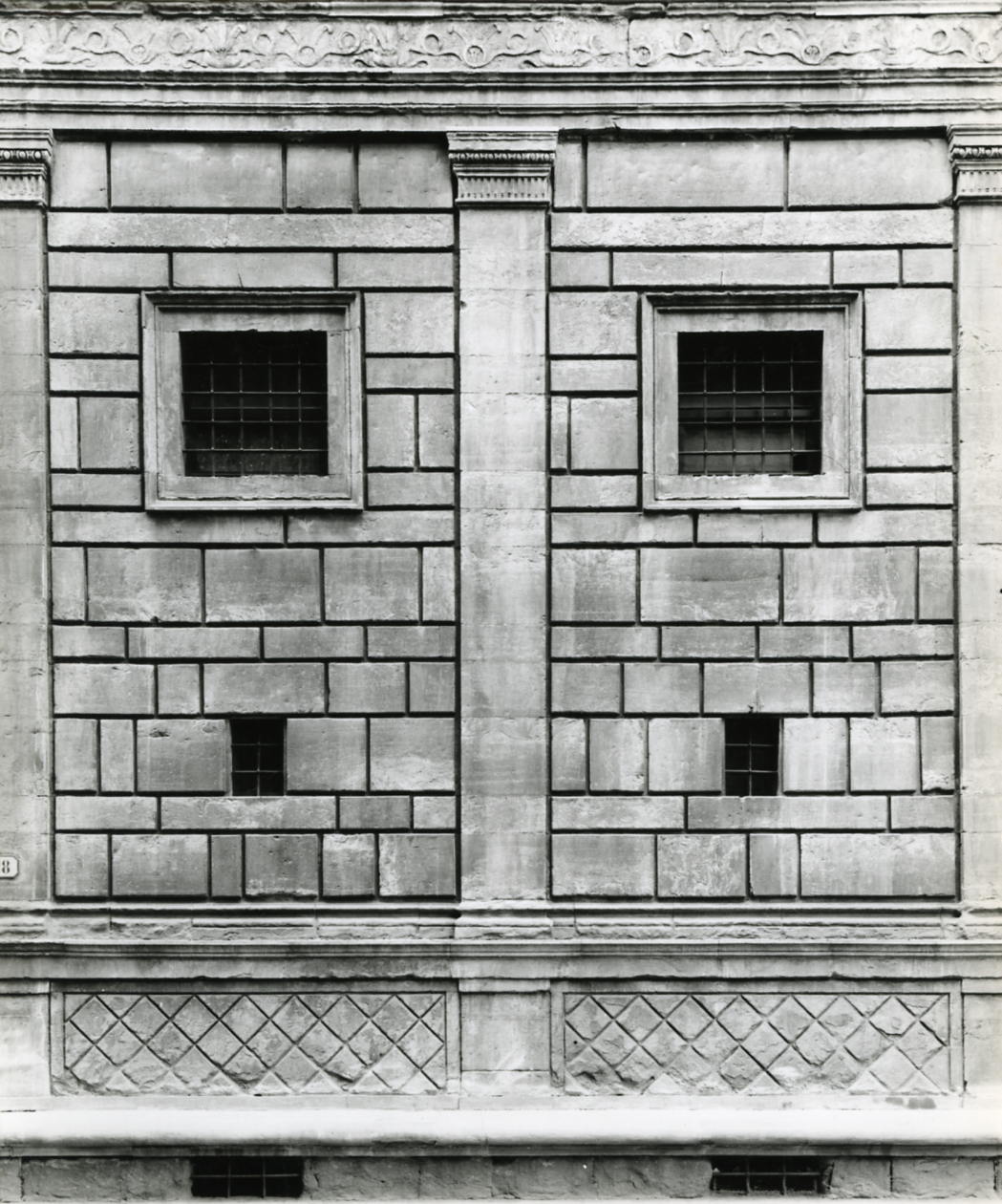
Begane grond
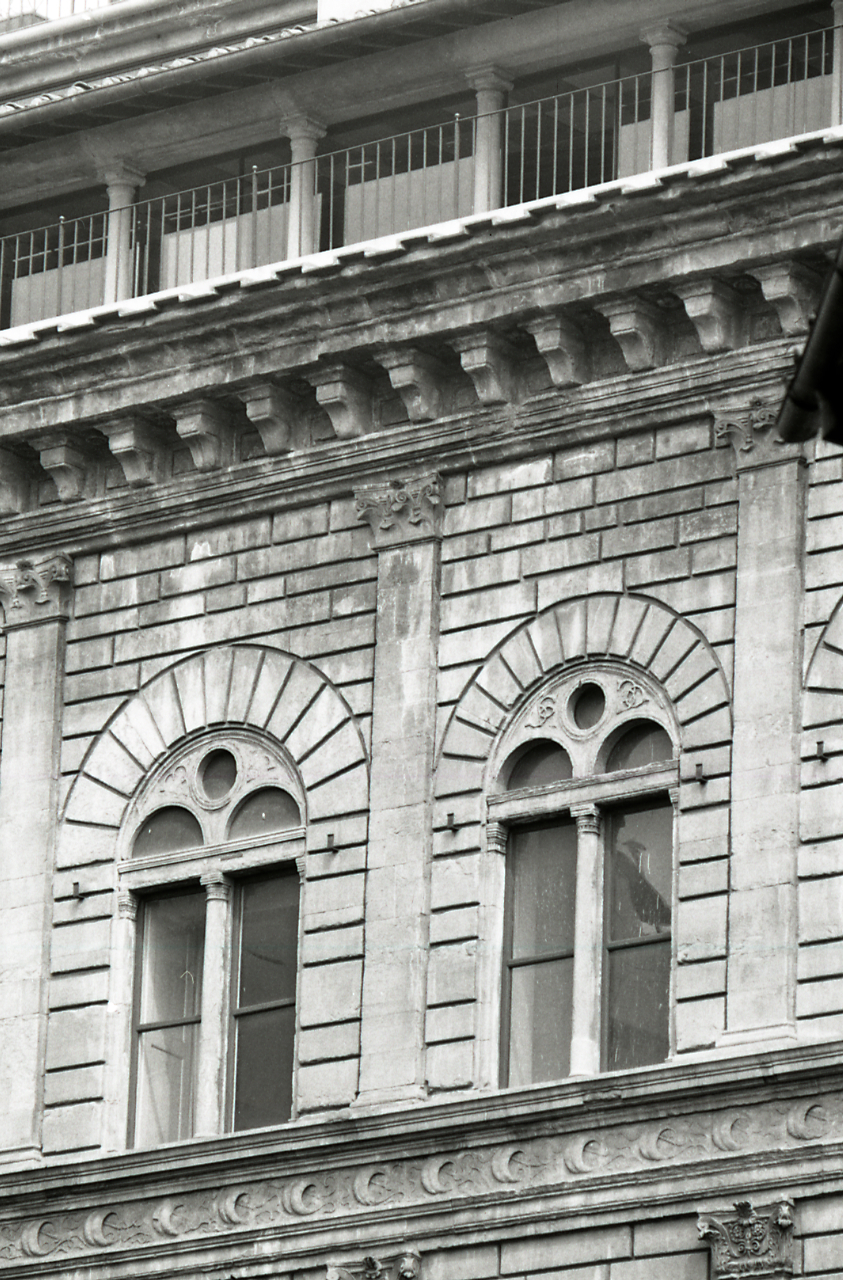
Bovenste ramen